# Palcares inermis
Palcares inermis is een hooiwagen uit de familie Gonyleptidae.